# Konwikt

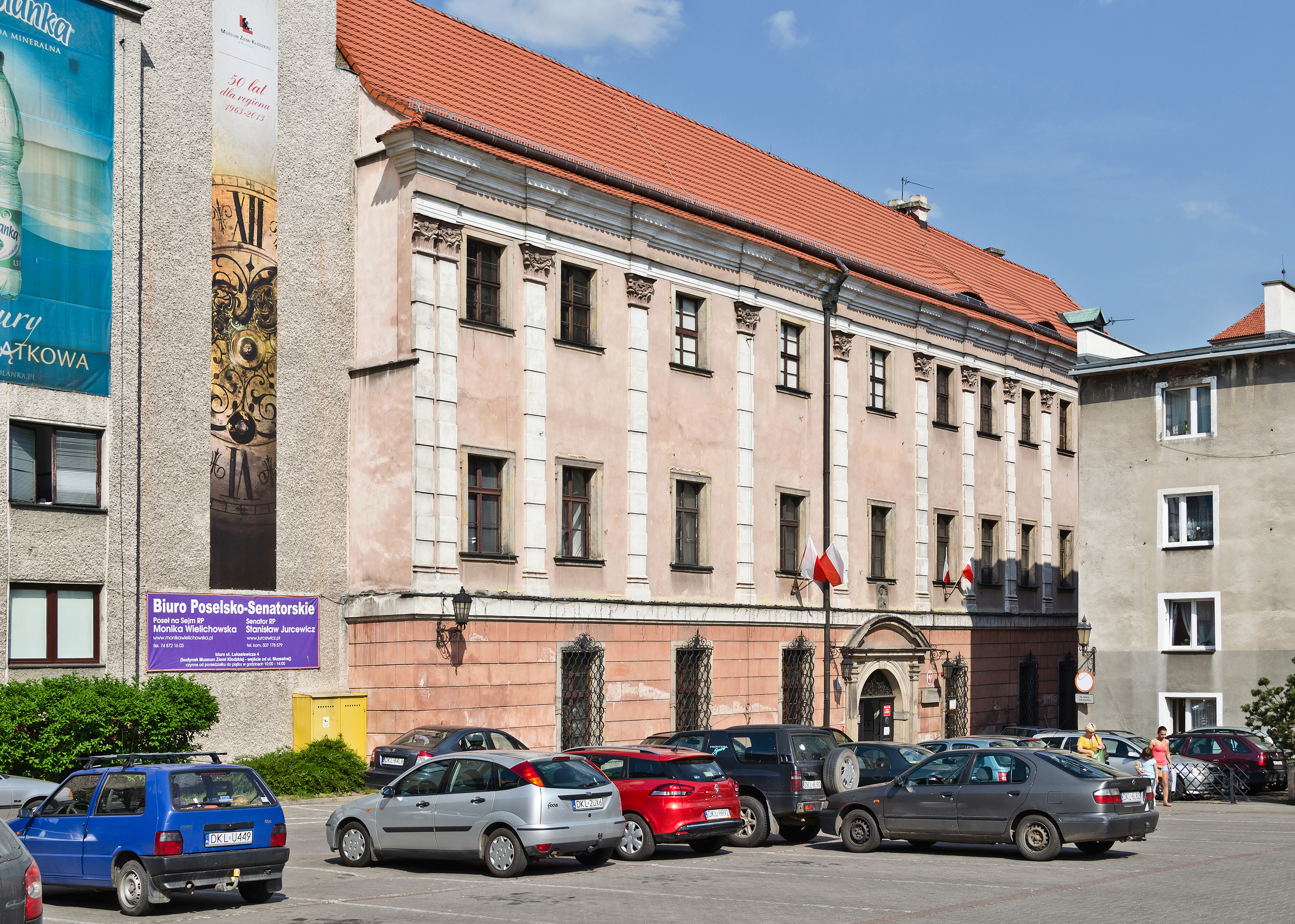
Budynek dawnego konwiktu jezuickiego w Kłodzku

Konwikt (łac. convictus) – forma internatu dla uczniów uczęszczających do szkoły prowadzonej przez dany zakon katolicki. W dawnej Polsce najwięcej było konwiktów pijarów, teatynów i jezuitów. Te zakony bowiem zajmowały się z założenia edukacją. Konwikty cechowały się surową dyscypliną, koncentrując się na kształtowaniu charakterów wychowanków.